# Case dei Santi a Roma
Le case dei santi sono delle case, o più spesso delle stanze o camere, a volte ricostruzioni, in cui ha abitato o operato un santo. In genere in questi luoghi vengono conservate le memorie, gli oggetti e, a volte, le reliquie del santo venerato; in alcuni di questi è possibile ammirare opere di artisti.

## Elenco delle case dei Santi a Roma
- Stanze di sant'Ignazio di Loyola. Vi si accede dalla Casa professa dei padri gesuiti, aperte al pubblico tutti i giorni.
- Stanze e cappella di san Benedetto Giuseppe Labre. Ingresso su via dei Serpenti, 2. Aperte il 16 aprile di ogni anno.
- Stanze di san Filippo Neri (ricostruzione seicentesca). Vi si accede dalla Chiesa Nuova.
- Stanza, trasformata in Cappella, dove san Filippo Neri operò il miracolo della breve resurrezione di Paolo Massimo. Vi si accede da Palazzo Massimo. Aperta il 16 marzo di ogni anno.
- Stanze, camera da letto, oratorio privato dove visse per 32 anni san Filippo Neri. Presso le Suore Filippine, nelle adiacenze della Chiesa di San Girolamo della Carità in Via di Monserrato.
- Stanze di san Luigi Gonzaga. Vi si accede dalla chiesa di Sant'Ignazio di Loyola in Campo Marzio.
- Stanze di san Stanislao Kostka. Vi si accede dalla Chiesa di Sant'Andrea al Quirinale.
- Stanze di santa Birgitta di Svezia. Vi si accede dalla sede delle Suore Brigidine in piazza Farnese, 96.
- Stanze di santa Francesca Romana. Vi si accede dal Monastero delle Oblate di santa Francesca Romana. Aperte il 9 marzo di ogni anno da via del teatro Marcello.
- Camere di san Giuseppe Calasanzio. Vi si accede dal convento attiguo alla chiesa di San Pantaleo.
- Casa di santa Caterina da Siena. Dietro la sacrestia della Basilica di Santa Maria sopra Minerva. Vi si accede dalla Biblioteche della Camera, del Senato.
- Sant'Antonio Maria Zaccaria. Ingresso su piazza Benedetto Cairoli, 117.
- San Camillo de Lellis. Ingresso su piazza della Maddalena, 53.
- San Francesco d'Assisi. Vi si accede dalla chiesa di San Francesco a Ripa, in piazza San Francesco d'Assisi, 88.
- San Carlo da Sezze. Vi si accede dalla chiesa di San Francesco a Ripa, in piazza San Francesco d'Assisi, 88.
- San Giovanni Leonardi. Ingresso su piazza Campitelli, 9.
- San Leonardo da Porto Maurizio. Ingresso su via San Bonaventura, 7.
- San Benedetto da Norcia. Cappella della Madonna della Misericordia, nella Chiesa di San Benedetto in Piscinula, Piazza in Piscinula, 40.
- San Giovanni de Matha. Ingresso su via San Paolo della Croce, 10.